# Buzura maculatissimus
Buzura maculatissimus là một loài bướm đêm trong họ Geometridae.